# Walajabad
Walajabad es una ciudad y nagar Panchayat situada en el distrito de Kanchipuram en el estado de Tamil Nadu (India). Su población es de 14684 habitantes (2011). Se encuentra a 61 km de Chennai y a 15 km de Kanchipuram. 

## Demografía
Según el censo de 2011 la población de Walajabad era de 14684 habitantes, de los cuales 7189 eran hombres y 7495 eran mujeres. Walajabad tiene una tasa media de alfabetización del 86,79%, superior a la media estatal del 80,09%: la alfabetización masculina es del 92,60%, y la alfabetización femenina del 81,23%.